# كفرحيم
كفرحيم هي إحدى القرى اللبنانية من قرى قضاء الشوف في محافظة جبل لبنان.

## من مشاهير القرية
- اللواء محمود طي أبو ضرغم، رئيس أركان الجيش اللبناني سابقاً ومؤسس فوج المغاوير فيه.